# Фасетна огранка
Фасе́тна огра́нка (від фр. facette — «грань») — огранка дорогоцінних каменів, яка характеризується великою кількістю дрібних, гладенько відполірованих скошених граней, завдяки яким камінь набуває більшого блиску, посилюється гра кольорів.
Основні різновиди фасетної огранки — діамантова огранка та сходинкова огранка (ступінчаста).